# 中央广播电视总台频道和频率列表
此条目列举中央广播电视总台公开广播的电视频道及广播频率。中国中央电视台于1958年5月1日创立，至2021年2月拥有26个免费频道、17个付费频道和6个海外频道，总计49个电视频道，是全世界频道数量最多的电视台。目前所有免费频道都可以在互联网上观看。依国际惯例，中央电视台以数字顺序标识各套节目。
本列表依照各电视频道的启播顺序对其加以排列。除中文国际频道、体育赛事频道、外语频道及付费频道外的所有免费频道均以中华人民共和国国歌为开始曲（部分频道亦同时将央视专门的开始曲与国歌共用，如CCTV13）。

## 免费频道
中国中央电视台总共拥有26个免费电视频道（包含中国环球电视网下辖的6个频道，但不包括仅限境外落地的6个海外频道），其首个电视频道中国中央电视台综合频道创办于1958年5月1日。在这些频道中，除了中文频道外，还包含央视旗下中国环球电视网的英语、法语、西班牙语、阿拉伯语、俄语五个非中文频道。这些电视频道多为全天播放，但国防军事、农业农村、科教、戏曲、社会与法、少儿、音乐频道则在北京时间凌晨1时（或者2时）左右至5时（或者6时）停播几个小时不等，CCTV-4K则在北京时间0时至6时停播。
2013年6月17日起，除电影频道以外的所有公共类频道开始在中央广播电视总台光华路办公区（原中央电视台总部大楼）全面播出。而电影频道的播控则从2012年12月9日起由中央电视台切换为电影频道节目中心自行独立负责，这也导致了2020年4月4日清明节全国哀悼日期间该频道只能转播CCTV-1的节目，并存在CCTV-6和CCTV-1台标重叠的现象，而不能像2008年汶川地震和2010年舟曲泥石流全国哀悼日期间直接并机央视内部的信号。
此外，电影频道（CCTV-6）为中共中央宣传部的挂靠频道，由旗下直属事业单位“电影卫星频道节目制作中心”独立制播，运营工作实际隶属于中国电影集团，总台通过中央卫传中心负责频道收视费的收取及其标清版的卫星上链；中央电视台国防军事频道的部分节目由中国人民解放军新闻传播中心广播电视部（原解放军电视宣传中心，对外称作中央电视台军事节目）制作；中央电视台农业农村频道的部分节目委托给农业农村部所属的中国农业电影电视中心、中央农业广播电视学校制作。上述三个频道也分别拥有各自独立的官方网站，即1905电影网 、中国军视网和农视网。
除了免费频道外，中国中央电视台还有17个数字电视付费频道。这些频道除了电视指南频道可以免费观看外，其余频道原则上需付费方能收看。
截至2021年2月，中国中央电视台一共有20个公共类频道，它们通过卫星覆盖全国及全球，并在全国各地有线电视网及IPTV播控平台落地播出。这些电视频道大多为全天播放，但7、10、11、12、14、15、17及4K频道于凌晨休台。
此处的“公共类频道”，是指观众不需要付收视费，或只要支付当地有线电视基本收视维护费即可收视的频道。实际上下表中CCTV-3综艺，CCTV-5体育，CCTV-6电影，CCTV-8电视剧属于加密收费性质的电视频道，央视透过旗下的中央卫星传播中心向当地有线电视运营商或者卫星电视营运商（中星9号）收取收视费。由于这四套加密频道最早就是以付费频道的名义播出，部分频道（如CCTV-5）播出的部分节目（如体育赛事等）还涉及到国际版权，而央视购买的节目版权中，并非都包括IPTV、互联网电视等新媒体的播出版权，所以这导致很多地区的IPTV无法正常观看这四个频道，于是便使用IPTV3+，IPTV5+，IPTV6+ 和 IPTV8+代替。出于以上原因，这四个频道也被合称为“3568”。但于2019年下半年开始，3568已正式获得央视、中卫传、爱上总平台认可，允许部分地区IPTV面向公众开放，由各地广播电视台新媒体播控平台负责传输，并与当地广电网络共用信号。

### 公共类频道
| 頻道名稱         | 语言   | 广播格式                                   | 啟播時間 | 頻道口號                  | 频道前身                                                                               | 備註 |
| CCTV-1 综合      | 普通話 | SD: PAL 576i 挤压16:9 HD: 1080i UHD: 2160p | 标清版： 1958年9月2日 更名：1978年5月1日 上星：1984年 高标清数模同播：2009年9月28日 高标清16:9同播：2015年8月17日                                                                                                |                           | 北京电视台 中央电视台（主频呼号） 中央电视台新闻综合频道                               | 中华人民共和国的第一个电视频道，原呼号为“北京电视台”，1978年5月1日改为“中央电视台”，CCTV-2上星播出后呼号定为“中央电视台-1”。频道名称原为“中国中央电视台新闻·综合频道”，央视新闻频道开播后改为现名。 2011年3月1日开办面向港澳地区播放版本，因版权与广告商业风波，部分栏目无法与内地版同步播出，期间则另行编排节目并适时将原内地版同时段栏目延后播出。                                             |
| CCTV-2 财经      | 普通話 | SD: PAL 576i 挤压16:9 HD: 1080i UHD: 2160p | 标清版： 1973年5月1日 上星：1987年2月1日 高标清数模同播：2014年1月1日 高标清16:9同播：2015年5月1日 | 财经频道，看见价值        | 中国彩色电视试验频道 中央电视台经济·生活·服务频道 中央电视台经济频道                   | 中华人民共和国的第一个彩色电视频道，最初为彩色电视信号试验频道，以教育节目为主。曾用名为“以经济为主的综合频道”（1993年10月1日）、中央电视台经济·生活·服务频道（2000年7月3日）和中央电视台经济頻道（2003年5月20日） |
| CCTV-3 综艺      | 普通話 | SD: PAL 576i 挤压16:9 HD: 1080i UHD: 2160p | 标清版： 1996年1月1日 上星：1996年7月1日 高标清数模同播：2012年9月28日 高标清16:9同播：2015年8月17日 | 艺启欢笑 艺起发光         | 中央电视台戏曲·音乐频道                                                                | 开播时名为“中国中央电视台戏曲·音乐频道”（CCTV-8），1996年1月15日与原中央电视台文艺频道（CCTV-3）对调频道序号，并于2000年12月18日改为现名。 |
| CCTV-4 中文国际  | 普通話 | SD: PAL 576i 挤压16:9 HD: 1080i UHD: 2160p | 标清版： 1992年10月1日 标清16:9：2015年1月 高清信号开播：2015年4月15日（亚洲版） 2016年2月5日（欧洲版） 2017年2月20日（美洲版）                                                                                  | 传承中华文明 服务全球华人 | 中国中央电视台国际频道                                                                 | 早期定位“以文化为主的综合频道”，1994年11月1日正式呼号“国际频道”，当时亦包含了英语、粤语等语言的节目。直至2006年正式改呼“中文国际频道”并取消所有非普通话节目，并划分亚、欧、美三版编排。2009年下半年开始电视剧中英字幕同步显示。 |
| CCTV-5 体育      | 普通話 | SD: PAL 576i 挤压16:9 HD: 1080i UHD: 2160p | 标清版：1995年1月1日 高标清数模同播：2012年9月28日 高标清16:9同播：2014年1月15日 |                           |                                                                                        | CCTV-16开播以前，每逢奥运会期间频道名称临时改为奥运频道。 |
| CCTV-6 电影      | 普通話 | SD: PAL 576i 挤压16:9 HD: 1080i UHD: 2160p | 标清版：1995年11月30日 高标清数模同播：2012年12月15日 高标清16:9同播：2014年5月13日 | 打开电视看电影            | 广播电影电视部电影卫星频道、国家广电总局电影卫星频道、国家新闻出版广电总局电影卫星频道 | 中共中央宣传部挂靠在央视的频道，由旗下直属事业单位“电影卫星频道节目制作中心”独立制播，运营工作实际隶属于中国电影集团。 |
| CCTV-7 国防军事  | 普通話 | SD: PAL 576i 挤压16:9 HD: 1080i UHD: 2160p | 标清版：1995年11月30日 高标清数模同播：2014年1月1日 高标清16:9同播：2015年8月17日 频道分拆：2019年8月1日 |                           | 中央电视台少儿·军事·农业·科技频道 中央电视台少儿·军事·农业频道 中央电视台军事·农业频道 | 由中央广播电视总台军事节目中心管理，部分节目由中国人民解放军新闻传播中心广播电视部（原解放军电视宣传中心，对外称作中央电视台军事节目）制作。 |
| CCTV-8 电视剧    | 普通話 | SD: PAL 576i 挤压16:9 HD: 1080i UHD: 2160p | 标清版：1986年1月1日 上星：1993年8月8日 高标清数模同播：2012年9月28日 高标清16:9同播：2015年8月17日 |                           | 中央电视台文艺频道                                                                     | 开播时名为“中国中央电视台文艺频道”（CCTV-3），1996年1月15日与原中央电视台戏曲·音乐频道（CCTV-8）对调频道序号，并于1999年5月3日改为现名。 |
| CCTV-9 纪录      | 普通話 | SD: PAL 576i 挤压16:9 HD: 1080i UHD: 2160p | 标清版：2011年1月1日 高标清数模同播：2014年1月1日 高标清16:9同播：2015年8月17日 | 纪录，天地之间            |                                                                                        | 分为国内版和国际版。2016年12月31日中午12时国际版划归CGTN并改为CGTN Documentary，但频道节目依然归央视纪录频道节目中心负责。 |
| CCTV-10 科教     | 普通話 | SD: PAL 576i 挤压16:9 HD: 1080i UHD: 2160p | 标清版：2001年7月9日 高标清数模同播：2014年1月1日 高标清16:9同播：2015年8月17日 | 知识，就是力量            | 中央电视台科学·教育频道                                                                | 从原CCTV-7少儿·军事·农业·科技频道拆分而成。 |
| CCTV-11 戏曲     | 普通話 | SD: PAL 576i 挤压16:9 HD: 1080i UHD: 2160p | 标清版： 2001年7月9日 标清16:9：2015年8月17日 高清信号开播：2018年9月1日 |                           |                                                                                        | |
| CCTV-12 社会与法 | 普通話 | SD: PAL 576i 挤压16:9 HD: 1080i UHD: 2160p | 标清版：2002年5月12日 更名：2004年12月28日 高标清数模同播：2014年1月1日 高标清16:9同播：2015年8月17日 | 方圆之间，自有天地        | 中央电视台西部频道                                                                     | 起初为面向西部播出的综合性频道，呼号“西部频道”。因覆盖率和收视率低，故2004年12月28日转型为社会与法频道。 |
| CCTV-13 新闻     | 普通話 | SD: PAL 576i 挤压16:9 HD: 1080i UHD: 2160p | 标清版： 2003年5月1日 上星：2003年7月1日 标清部分16:9：2015年1月6日（仅凌晨时段及部分特别节目，同年8月17日台标横向压缩为16:9格式） 标清全面16:9：2019年10月16日 高清网播：2019年11月20日 高清上星：2020年7月19日 |                           |                                                                                        | 从原CCTV-1新闻·综合频道时期的新闻节目拆分而成。 |
| CCTV-14 少儿     | 普通話 | SD: PAL 576i 挤压16:9 HD: 1080i UHD: 2160p | 标清版：2003年12月28日 高标清数模同播：2014年1月1日 高标清16:9同播：2015年8月17日 |                           |                                                                                        | 从原CCTV-7少儿·军事·农业频道拆分而成。 |
| CCTV-15 音乐     | 普通話 | SD: PAL 576i 挤压16:9 HD: 1080i UHD: 2160p | 标清版： 2004年3月29日 标清16:9：2015年8月31日 高清信号开播：2018年9月1日 |                           |                                                                                        | |
| CCTV-16 奥林匹克 | 普通話 | SD: PAL 576i 挤压16:9 HD: 1080i UHD: 2160p | 高清版、4K超高清：（试验播出）2021年10月22日 正式开播：2021年10月25日 | 天天奥林匹克              |                                                                                        | 因应2022年举办北京冬奥会为契机，由央视与国际奥委会合作创办。 |
| CCTV-17 农业农村 | 普通話 | SD: PAL 576i 挤压16:9 HD: 1080i UHD: 2160p | 频道分拆（试验播出）：2019年8月1日 正式开播：2019年9月23日 （高标清同播） | 乡村振兴，一起同行        |                                                                                        | 由中央广播电视总台农业农村节目中心管理，部分节目由中国农业电影电视中心（原CCTV-7农业节目）、中央农业广播电视学校负责制作。 |
| CCTV-5+ 体育赛事 | 普通話 | HD: 1080i                                  | 开播：2006年1月1日（高清影视） 更名：2008年1月1日（高清综合） 2013年8月18日（体育赛事） |                           | CCTV高清影视频道 中央电视台高清综合频道（CCTV-高清）                                   | 最初为2006年开播的高清数字付费试验频道CCTV高清影视，由于当时高清电视普及低迷，再加上北京奥运会即将开幕，故于2008年转型为免费开锁的“高清综合频道”；后高清频道逐渐增多，该频道于2013年8月变更为现有的体育赛事频道。 |
| CCTV-4K 超高清   | 普通話 | 4K:UHD 2160p                               | 2018年10月1日 |                           |                                                                                        | 该频道由中央数字电视传媒有限公司（中数传媒）运营，为国家级4K超高清电视频道。但根据国家广播电视总局公布的《地级以上广播电视播出机构及频道频率名录（截至2019年11月）》显示，该频道为免费公共频道。 |
| CCTV-8K 超高清   | 普通話 | 8K:UHD 4320P                               | 试播：2021年2月1日 正式开播：2022年1月24日 |                           |                                                                                        | |
| 中视购物频道     | 普通話 | HD: 1080i 16:9                             | 2006年12月28日（标清） 2019年9月23日（高清） |                           |                                                                                        | 本频道由中数传媒旗下全资子公司“中视购物有限公司”负责频道制播。但根据国家广播电视总局公布的《地级以上广播电视播出机构及频道频率名录（截至2019年11月）》显示，该频道为免费公共频道。 2019年9月23日升级为高标清16:9同播，但卫星只上星标清信号，其中亚太6号C波段上星16:9同播版标清信号，台标为16:9格式，中星6B版于2019年10月4日调整为16:9节目画幅，台标依然保留4:3尺寸格式，且两版节目编排大为不同。 |

### 外语频道
| 頻道名稱         | 语言     | 广播格式                        | 啟播時間 | 頻道口號                        | 频道前身                                                                      | 備註 |
| CGTN（主频）     | 英语     | SD: PAL 576i 挤压16:9 HD: 1080i | 标清版： 1997年9月20日 上星：2000年9月25日 更名：2010年4月26日（CCTV-NEWS） 2016年12月31日（CGTN） 标清16:9：2015年1月 高清上星开播：2016年9月1日 | See the difference （看见不同） | 中央电视台英语传送频道 中央电视台英语国际频道 中央电视台英语新闻频道          | 前频道名为“中国中央电视台英语国际频道”（CCTV International），当时呼号为“CCTV-9”。2010年4月26日改为“中国中央电视台英语新闻频道”（CCTV-NEWS）并撤销CCTV-9呼号。2016年12月31日改为中国环球电视网（CGTN）主频。 |
| CGTN Español     | 西班牙语 | SD: PAL 576i 挤压16:9 HD: 1080i | 标清版：2004年10月1日（西法共频） 更名：2007年10月1日（西法分频） 2016年12月31日（CGTN西语频道） 标清16:9：2014年4月11日（或高标清同播）          |                                 | 中央电视台西法频道 中央电视台西班牙语·法语国际频道 中央电视台西班牙语国际频道 | 2004年10月1日开播时为西班牙语、法语共用一个频道（台标为CCTV-E&F），2007年10月1日分频播出。 |
| CGTN Français    | 法语     | SD: PAL 576i 挤压16:9 HD: 1080i | 标清版：2004年10月1日（西法共频） 更名：2007年10月1日（西法分频） 2016年12月31日（CGTN法语频道） 标清16:9：2014年4月11日（或高标清同播）          | Regard de la Chine              | 中央电视台西法频道 中央电视台西班牙语·法语国际频道 中央电视台法语国际频道     | 2004年10月1日开播时为西班牙语、法语共用一个频道（台标为CCTV-E&F），2007年10月1日分频播出。 |
| CGTN العربية     | 阿拉伯语 | SD: PAL 576i 挤压16:9 HD: 1080i | 标清版：2009年7月25日 更名：2016年12月31日 标清16:9：2014年4月18日（或高标清同播）                                                                |                                 | 中央电视台阿拉伯语国际频道                                                    | |
| CGTN Pусский     | 俄语     | SD: PAL 576i 挤压16:9 HD: 1080i | 标清版：2009年9月10日 更名：2016年12月31日 标清16:9：2014年4月18日（或高标清同播）                                                                | Видеть мир иначе!               | 中央电视台俄语国际频道                                                        | |
| CGTN Documentary | 英语     | SD: PAL 576i 挤压16:9 HD: 1080i | 标清版：2011年1月1日 更名：2016年12月31日 高标清数模同播：2014年1月7日 高标清16:9同播：2015年8月17日 高清上星：2016年9月1日                       | See the Changes （看见改变）    | 中央电视台纪录频道（国际版）                                                  | |

## 数字付费电视频道
除了免费频道外，中国中央电视台还有17个数字电视付费频道。这些频道除了电视指南频道可以免费观看外，其余频道都需付费方能收看。
以下这些频道，都是付费频道，但要注意的是，这并不代表有线电视运营商或者IPTV运营商在提供这些频道的时候就一定全部收费，部分省份的IPTV甚至对这些频道完全免费（如吉林联通IPTV）。
2019年9月23日，中央电视台旗下“中央数字电视传媒有限公司”（中数传媒）13套付费频道均已升级高清播出，原标清信号也已经于2020年停播，全国各地有线网、IPTV播控平台已经将央视付费标清频道切换为高清信号降频为标清传送。
2020年7月24日，老故事频道、新科动漫频道、发现之旅频道和中学生频道将原来台标上的“CCTV”更换为“中央新影”。
| 頻道名稱         | 语言   | 广播格式       | 啟播時間      | 頻道口號 | 備註 |
| 电视指南频道     | 普通话 | HD: 1080i 16:9 | 2004年11月1日 |          | 中央电视台数字频道之导视服务频道，卫星开锁。                                                                                  |
| 风云足球频道     | 普通话 | HD: 1080i 16:9 | 2004年1月1日  |          | 节目由中央电视台体育频道节目中心负责。                                                                                        |
| 女性时尚频道     | 普通话 | HD: 1080i 16:9 | 2004年1月1日  |          | |
| 卫生健康频道     | 普通话 | HD: 1080i 16:9 | 2004年1月1日  |          | 原由中央电视台和上海文广集团（SMG）合办。2014年1月1日，卫生健康频道归属央视所有，原“卫生健康”改为“CCTV卫生健康”，并重新上星。 |
| 第一剧场频道     | 普通话 | HD: 1080i 16:9 | 2004年8月9日  |          | 黄金时间会播放由HBO提供的节目。                                                                                               |
| 风云剧场频道     | 普通话 | HD: 1080i 16:9 | 2004年8月9日  |          | |
| 风云音乐频道     | 普通话 | HD: 1080i 16:9 | 2004年8月9日  |          | |
| 怀旧剧场频道     | 普通话 | HD: 1080i 16:9 | 2004年11月1日 |          | |
| 高尔夫·网球频道  | 普通话 | HD: 1080i 16:9 | 2005年1月1日  |          | 现已经被整合并入中央电视台体育频道节目中心。                                                                                  |
| 央视文化精品频道 | 普通话 | HD: 1080i 16:9 | 2005年1月1日  |          | |
| 世界地理频道     | 普通话 | HD: 1080i 16:9 | 2005年3月14日 |          | |
| 球频道           | 普通话 | HD: 1080i 16:9 | 2012年5月6日  |          | |
| 兵器科技频道     | 普通话 | HD: 1080i 16:9 | 2006年5月8日  |          | 原称“CCTV国防军事频道”，并于2019年8月1日改为现名（原国防军事频道呼号交由新CCTV-7使用，原CCTV-7频谱资源改为CCTV-17）。         |
| 老故事频道       | 普通话 | SD: 576i 4:3   | 2005年8月8日  |          | 由总台旗下“中央新闻纪录电影制片厂”（中央新影）主办。                                                                          |
| 发现之旅频道     | 普通话 | SD: 576i 4:3   | 2007年1月1日  |          | 由总台旗下“中央新影集团”的“北京科学教育电影制片厂”（北京科影）主办。                                                          |
| 中学生频道       | 普通话 | SD: 576i 4:3   | 2009年5月4日  |          | 由总台旗下“中央新影集团”的“北京科学教育电影制片厂”（北京科影）主办。                                                          |

## 海外频道
以下罗列的频道，一律是中国大陆境内（一般是有线电视/IPTV/卫星电视等合法途径直播业务）无法收看的频道。即使譬如央视海外戏曲频道、娱乐频道上的长城平台卫星覆盖到中国大陆境内，但广电总局规定有线电视传送面向境外播出的频道均属于违规。
| 頻道名稱             | 语言        | 广播格式                        | 啟播時間                                                                     | 備註 |
| CCTV大富             | 普通話 日语 | SD: PAL 576i 挤压16:9 HD: 1080i | 标清版： 1998年5月27日 高清信号开播：2014年6月1日 高标清16:9同播：2015年1月  | CCTV-4日本播出版，由中国中央电视台与日本大富株式会社合办面向日本播放的中文电视频道，主打CCTV-4节目中日双语音轨播出。 |
| 娱乐频道             | 普通話      | SD: PAL 576i 16:9               | 2004年10月1日                                                                | CCTV-3海外播出版，由央视风云传媒负责。 |
| 戏曲频道 (海外)      | 普通話      | SD: PAL 576i 16:9               | 2004年10月1日                                                                | CCTV-11海外播出版，由央视风云传媒负责。 |
| 综合频道 (港澳版)    | 普通話 粤语 | SD: PAL 576i 纯净16:9 HD: 1080i | 标清版： 2011年3月1日 标清16:9：2015年8月17日 高清信号开播：2017年5月29日    | 香港版啟播時租用亞洲電視一地面數碼频道转播。 因版权与广告商业风波，部分栏目无法与内地版同步播出，期间则另行编排节目并适时将原内地版同时段栏目延后播出。 2015年2月26日起，CCTV-1香港版开设“粤语剧场”时段，于晚间22:30后播出粤语配音的央视电视剧。 亚视地面數碼訊號结束后曾有一段時間只由收費電視轉播（香港有线电视341频道、Now宽频电视541频道），其後香港电台於2017年5月23日6时起由CGTN Documentary改為转播该频道的高清信号，即RTHK33。 澳门澳广视于2016年12月20日起转播内地版标清信号，后于2017年5月29日改为与香港同步播放（使用与香港有线电视341频道、Now宽频电视541频道相同的信号源，无右上角RTHK33台标），故该频道被更名为港澳版。 |
| CCTV-4 欧洲版/美洲版 | 普通話      | SD: PAL 576i 纯净16:9 HD: 1080i | 标清版： 2007年7月1日 高清版：2016年2月5日（欧洲版） 2017年2月20日（美洲版） | 2007年1月1日，中文国际频道分频为亚洲版、欧洲版和美洲版进行播出。欧洲、美洲以及相应卫星电视覆盖的地区观众可收看到与当地作息时间及收视习惯相适应的电视节目。无时差的编排，满足不同时区的收视习惯。 |

## 广播频率

### 对内广播频率
中央广播电视总台拥有24个对内广播频率，其中原央广开设的广播频率18个、原国广开设的对内广播频率6个。部分对内广播以中波、调频的形式覆盖全国各地，另一部分对内广播则只覆盖北京或其他特定地区，亦有上星播出，故其他地区的听众亦可能可以通过当地有线电视网收听。下文的频道频率，如果没有注明，代表该频率在北京市的收听频率，覆盖范围内其他地区的收听频率则不同。
| 頻道名稱                                  | 语言                                           | 频道频率                                                                       | 啟播時間 | 頻道口號                           | 频道前身 | 備註 |
| CNR-1 中国之声                            | 普通話                                         | FM 106.1MHz AM 639kHz 全国覆盖                                                 | 1940年12月30日 | 立时代潮头，发时代先声             | 延安新华广播电台 北平新华广播电台第一套节目 北京新华广播电台第一套节目 中央人民广播电台 中央人民广播电台第一套节目 | |
| CNR-2 经济之声                            | 普通話                                         | FM 96.6MHz 全国覆盖                                                            | 1951年 | 每一次倾听都有价值                 | 中央人民广播电台第二套节目                                                                                         | |
| CNR-3 MusicRadio 音乐之声                 | 普通話                                         | FM 90.0MHz 全国覆盖                                                            | 首次开播：1960年5月1日 停播：1966年5月1日 复播：1981年3月1日                                                                          | 我要我的音乐                       | 中央人民广播电台第三套节目 中央人民广播电台文艺调频                                                                | |
| CNR-4 经典音乐广播                        | 普通話                                         | FM 101.8MHz                                                                    | 开播：2003年6月16日 改版：2017年7月10日                                                                                               |                                    | 中央人民广播电台都市之声                                                                                           | FM101.8频率于1999年8月1日开播，2000年起播送“民族之声”（见下文），后于2003年改为播出面向北京市的广播频率“都市之声” |
| CNR-5 台海之声                            | 普通話                                         | 厦漳泉金： FM 94.9MHz AM 837kHz 闽台覆盖                                       | 1954年8月15日 |                                    | 中央人民广播电台对台湾广播第一套节目 中央人民广播电台中华之声 （2003年12月29日上午8:55-2021年3月24日凌晨1:05）     | |
| CNR-6 神州之声                            | 普通話、客家话、闽南话                         | 厦漳泉金： FM 107.9MHz AM 909kHz 闽台覆盖                                      | |                                    | 中央人民广播电台对台湾广播第二套节目                                                                               | |
| CNR-7 大湾区之声                          | 粤语、潮州话、客家话                           | 深港莞中： FM 101.2MHz AM 1215kHz 粤港澳覆盖                                   | 开播：1992年 分拆扩容：2003年10月1日 香港之声析出：2011年11月7日 改版：2019年9月1日                                                   | 一流湾区，一流生活                 | 中央人民广播电台对港澳广播 中央人民广播电台华夏之声 中央人民广播电台华夏之声（普粤双语频率）                       | |
| CNR-8 民族之声                            | 蒙古语、朝鲜语                                 | 北京： AM 1143kHz 呼和浩特： FM 104.5MHz（蒙古语） 长春： AM 1017kHz（朝鲜语） | 开播：1950年5月22日 成套化：2000年12月25日 藏语广播析出：2009年3月1日 维吾尔语广播析出：2010年12月17日 哈萨克语广播析出：2015年1月1日 |                                    | 中央人民广播电台第八套节目                                                                                         | |
| CNR-9 文艺之声                            | 普通話                                         | FM 106.6MHz                                                                    | 2004年8月18日 | 生活里的文艺，文艺里的生活         | | |
| CNR-10 老年之声                           | 普通話                                         | AM 1053kHz                                                                     | 开播：2008年8月4日 停播：2008年8月25日 改版复播：2009年1月1日                                                                         | 金色好时光                         | 中央人民广播电台奥运之声                                                                                           | 第十套节目原为全景报道北京奥运会的频率，后在北京奥运会次年改为面向老年听众的广播频率 |
| CNR-11 藏语广播                           | 藏语（卫藏方言、安多方言、康方言）             | 拉萨： FM 105.7MHz 藏区覆盖                                                    | 开播：1950年5月22日 独立播出：2009年3月1日                                                                                            |                                    | | |
| CNR-12 央广阅读之声                       | 普通話                                         | AM 747kHz                                                                      | 开播：2009年10月28日 改版：2019年10月21日                                                                                             |                                    | 中央人民广播电台娱乐广播                                                                                           | |
| CNR-13 维吾尔语广播                       | 维吾尔语                                       | 新疆覆盖                                                                       | 开播：1956年12月10日 独立播出：2010年12月17日                                                                                         |                                    | | |
| CNR-14 香港之声                           | 普通話、粤语、潮州话、客家话                   | 香港： FM 87.8MHz AM 675kHz 粤港澳覆盖                                         | 华夏之声分拆扩容：2003年10月1日 独立播出：2011年11月7日 正式开播：2012年9月17日 中波转频：2017年9月4日 调频开播：2017年11月1日        | 听新闻，品文化                     | 中央人民广播电台华夏之声（普通话频率）                                                                             | AM675频率为香港电台第六台，原转播英国BBC，而央广香港之声原通过数码广播播出，因应港府检讨及停播数码广播服务，且按香港电台约章香港电台须转播国家电台节目，故改由香港电台第六台转播央广香港之声，而BBC则由香港电台第四台在夜间转播。 |
| CNR-15 中国交通广播                       | 普通話                                         | FM 99.6MHz 全国部分地区覆盖                                                    | 2012年6月21日 | 中国交通广播，服务中国出行         | 中国高速公路交通广播                                                                                               | |
| CNR-16 中国乡村之声                       | 普通話                                         | AM 720kHz 全国覆盖                                                             | 2012年9月27日 |                                    | | |
| CNR-17 哈萨克语广播                       | 哈萨克语                                       | 新疆覆盖                                                                       | 开播：1971年5月1日 独立播出：2015年1月1日                                                                                             |                                    | | |
| 国家应急广播                              | 普通話                                         | 灾区当地覆盖                                                                   | 首次播出：2013年4月22日 |                                    | | |
| CRI Easy FM 轻松调频                      | 英语、普通話                                   | FM 91.5MHz 全国部分地区覆盖                                                    | 开播：1984年1月1日 改版：2003年9月 | WE ARE THE DIFFERENCE （不同所在） | 中国国际广播电台对首都地区英语广播 中国国际广播电台英语综合广播 中国国际广播电台音乐广播                           | |
| CRI Hit FM 劲曲调频                       | 英语、普通話                                   | FM 88.7MHz 全国部分地区覆盖                                                    | 开播：1999年3月28日 改版：2003年4月16日                                                                                               | NEVER STOP THE BEAT （节奏当道）   | 中国国际广播电台第二套对内广播                                                                                     | |
| CRI News Radio 环球资讯广播               | 普通話、英语                                   | FM 90.5MHz AM 900kHz 全国部分地区覆盖                                          | 2005年6月28日 |                                    | | |
| CGTN Radio 英语环球资讯广播               | 英语                                           | AM 846kHz                                                                      | 1947年9月11日 |                                    | | 对内启播时间不详，曾使用AM 1008MHz |
| CRI Voice of the South China Sea 南海之声 | 普通話、英语、菲律宾语、印尼语、越南语、马来语 | 三沙永兴： FM 101.0MHz 南海地区覆盖                                            | 2013年4月9日 |                                    | | |

### 对外广播频率
| 播出语种         | 开播时间       | 备注 |
| ---------------- | -------------- | --- |
| 日语广播         | 1941年12月3日  | |
| 英语广播         | 1947年9月11日  | |
| 华语广播         | 1949年6月20日  | 面向华侨以普通话、粤语、闽南话、客家话、潮州话播出；1976年7月5日呼号改为“北京广播电台”，划入国际广播系统 |
| 越南语广播       | 1950年4月10日  | |
| 缅甸语广播       | 1950年4月10日  | |
| 泰语广播         | 1950年4月10日  | |
| 印尼语广播       | 1950年4月10日  | |
| 朝鲜语广播       | 1950年7月2日   | 亦对内广播                                                                                               |
| 俄语广播         | 1954年12月24日 | |
| 西班牙语广播     | 1956年9月3日   | |
| 高棉语广播       | 1956年12月15日 | |
| 老挝语广播       | 1956年12月15日 | |
| 波斯语广播       | 1957年10月15日 | |
| 土耳其语广播     | 1957年10月21日 | |
| 阿拉伯语广播     | 1957年11月3日  | |
| 法语广播         | 1958年6月5日   | |
| 马来语广播       | 1959年3月1日   | |
| 印地语广播       | 1959年3月15日  | |
| 德语广播         | 1960年4月15日  | |
| 葡萄牙语广播     | 1960年4月15日  | |
| 塞尔维亚语广播   | 1961年6月2日   | |
| 克罗地亚语广播   | 1961年6月2日   | |
| 斯瓦希里语广播   | 1961年9月1日   | |
| 豪萨语广播       | 1963年6月1日   | |
| 泰米尔语广播     | 1963年8月1日   | |
| 蒙古语广播       | 1964年12月1日  | |
| 世界语广播       | 1964年12月19日 | |
| 菲律宾语广播     | 1965年10月30日 | |
| 乌尔都语广播     | 1966年8月1日   | |
| 捷克语广播       | 1968年8月26日  | |
| 波兰语广播       | 1968年8月28日  | |
| 罗马尼亚语广播   | 1968年8月30日  | |
| 孟加拉语广播     | 1969年6月6日   | |
| 阿尔巴尼亚语广播 | 1969年1月1日   | |
| 普什图语广播     | 1973年7月15日  | |
| 保加利亚语广播   | 1974年8月1日   | |
| 僧伽罗语广播     | 1975年1月1日   | |
| 尼泊尔语广播     | 1975年6月25日  | |
| 匈牙利语广播     | 1976年7月26日  | |
| 乌克兰语广播     | 2008年7月30日  | |
| 白俄罗斯语广播   | 2009年9月23日  | |
| 希腊语广播       | 2009年9月23日  | |
| 希伯来语广播     | 2009年9月23日  | |

## 停播和置换频道
- 戏曲·音乐频道（现为综艺频道、戏曲频道和音乐频道），曾与中国中央电视台文艺频道频道号互换。
- 文艺频道（现为电视剧频道），曾与中国中央电视台戏曲·音乐频道频道号互换。
- 高清晰度电视试验频道
- 西班牙语·法语频道（CCTV-E&F）（西班牙语和法语合用频道，后分离为西班牙语和法语频道，现为CGTN西班牙语频道和CGTN法语频道）
- 高清影視頻道
- 高清综合频道（现为体育赛事频道）
- 西部频道（现为社会与法频道）
- 证券资讯频道
- 中国3D电视试验频道（频道停播，原卫星转发器改为4K频道，于2018年10月1日开播）
- 国防军事频道（数字付费频道）（因与新成立的国防军事频道重名，故原中数传媒代理的付费频道CCTV国防军事频道更名为CCTV兵器科技频道）
- 军事·农业频道（2019年8月1日起拆分为新国防军事频道和农业农村频道，前者与原付费国防军事频道重名，继续使用原CCTV-7呼号）
- 新科动漫频道（数字付费频道）（2022年1月30日晚停播）